# Baoting

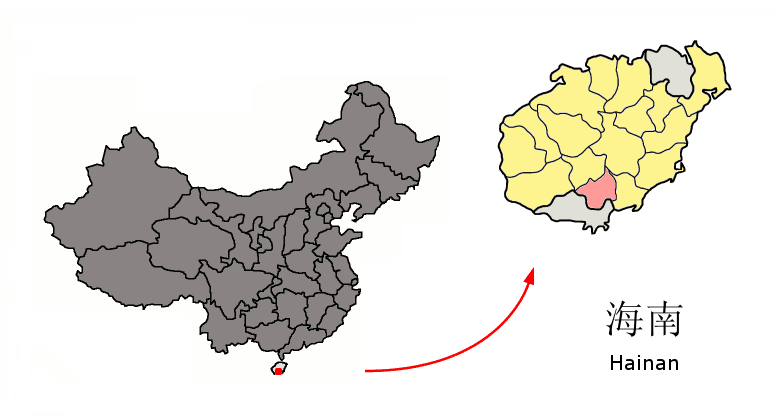
Lage des autonomen Kreises Baoting (rosa) in dem direkt der Provinz unterstellten Gebiet (gelb)

Der Autonome Kreis Baoting der Li und Miao (chinesisch 保亭黎族苗族自治县, Pinyin Bǎotíng Lízú Miáozú Zìzhìxiàn) ist ein autonomer Kreis in der Provinz Hainan (海南省) im Süden der Volksrepublik China. Die Fläche beträgt 1.168 Quadratkilometer und die Einwohnerzahl 156.108 (Stand: Zensus 2020). Sein Hauptort ist die Großgemeinde Baocheng (保城镇).